# 格贺语
格贺语是印度支那半島格賀族的母語，其使用範圍位於越南南部的林同省。
格賀語至少可以分為12種方言。其中，麻方言是麻族的母語。不過在越南的民族分類中，麻族被認定為獨立於格賀族之外的民族。